# Hermann Baur
Pour les articles homonymes, voir Baur.
Hermann Baur, né à Bâle le 25 août 1894 et mort à Binningen le 20 décembre 1980, est un architecte suisse.

## Biographie
Hermann Baur étudie l'architecture avec Rudolf Linder de 1910 à 1917. Il est ensuite l'élève de Karl Moser et Hans Bernoulli à l'ETH de Zurich, en 1918 et 1919. De 1921 à 1927, il participe à la reconstruction en Alsace, avant d'ouvrir son propre cabinet d'architecture à Bâle, en 1927. En 1934, il s'installe avec sa famille dans une maison de sa conception, sur le plateau du Bruderholz, où il réside jusqu'à sa mort.
Hermann Baur est surtout connu pour les nombreuses églises qu'il a construites, en Suisse, mais aussi en Allemagne et en France.
Hermann Baur a été Président de la Fédération des architectes suisses de 1938 à 1944 et membre fondateur de la revue Das Werk, dont il a présidé le comité de rédaction de 1948 à 1958.

## Principales réalisations
- Groupe scolaire du Bruderholz, Bâle, 1935
- Église de tous les Saints, Bâle, 1950
- Église Saint Nicolas, Berne 1952-1954
- Église Sainte Marie, Olten, 1953
- Église catholique-romaine de frère Jacques à Birsfelden, 1955
- Église Saint Nicolas de Flüe à Madretsch, 1955
- Chapelle Sainte-Thérèse-de-l'Enfant-Jésus et de la Sainte-Face, Hem (Nord), 1956 [1]
- Église Saint-Nicolas de Konz, 1957
- Église Sainte Marie, Wittenheim, 1959 [2]
- Église Saint-François-d'Assise, Mulhouse, 1960-1963 [3]
- École de design de Bâle, 1961
- Église de la Nativité-de-Notre-Dame, Cahagnes, 1962 [4]
- Notre-Dame-de-la-Prévôté à Moutier, 1965
- Église Saint-Vincent de Paul à Colmar, 1967
- Église Saint Vincent du monastère de Untermarchtal, 1972
- Ambassade de Suisse à Canberra, 1969–1975

## Galerie Photos

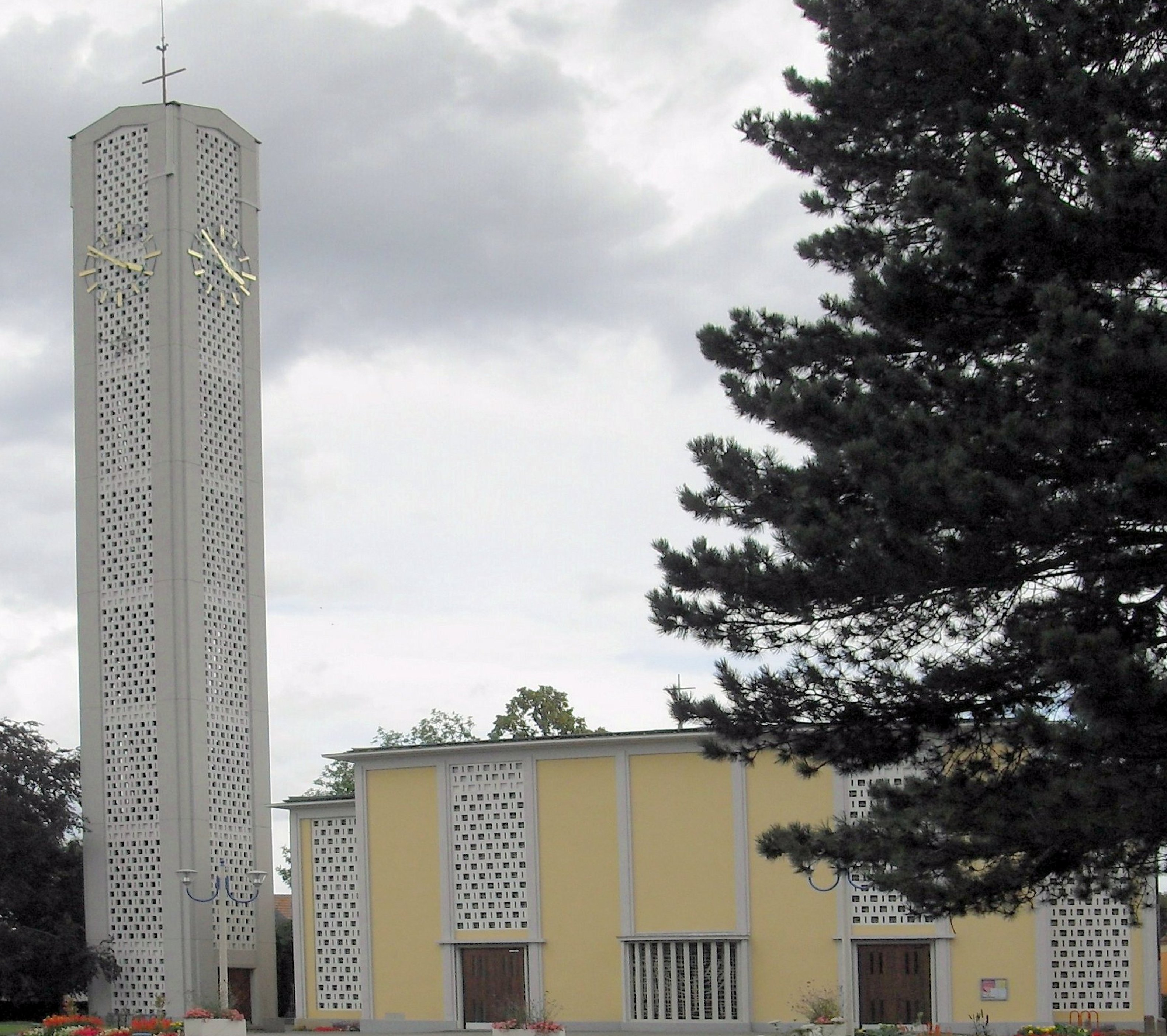
Église Sainte-Marie à Wittenheim
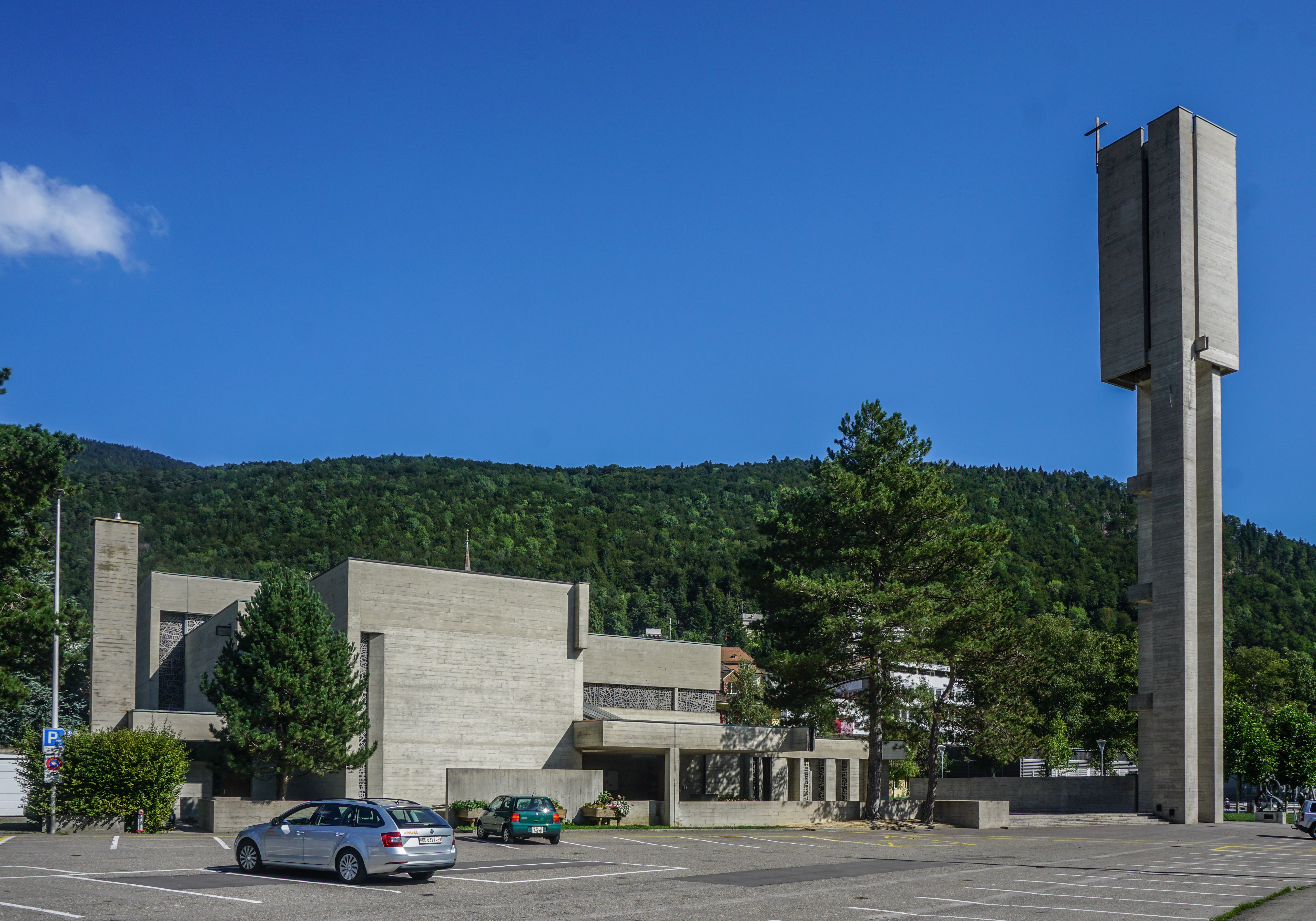
Notre-Dame de la Prévôté à Moutier
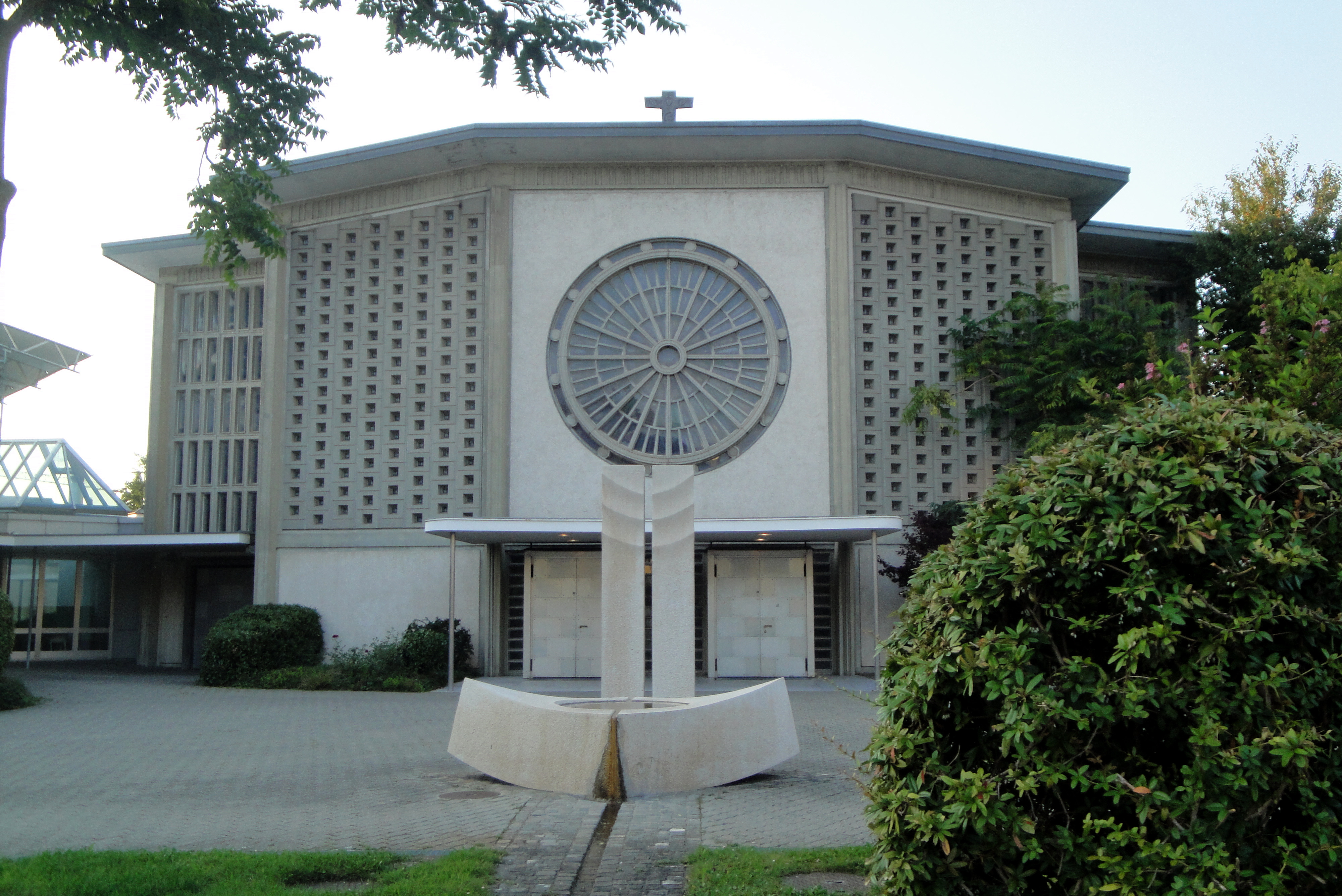
Église Saint Nicolas à Berne
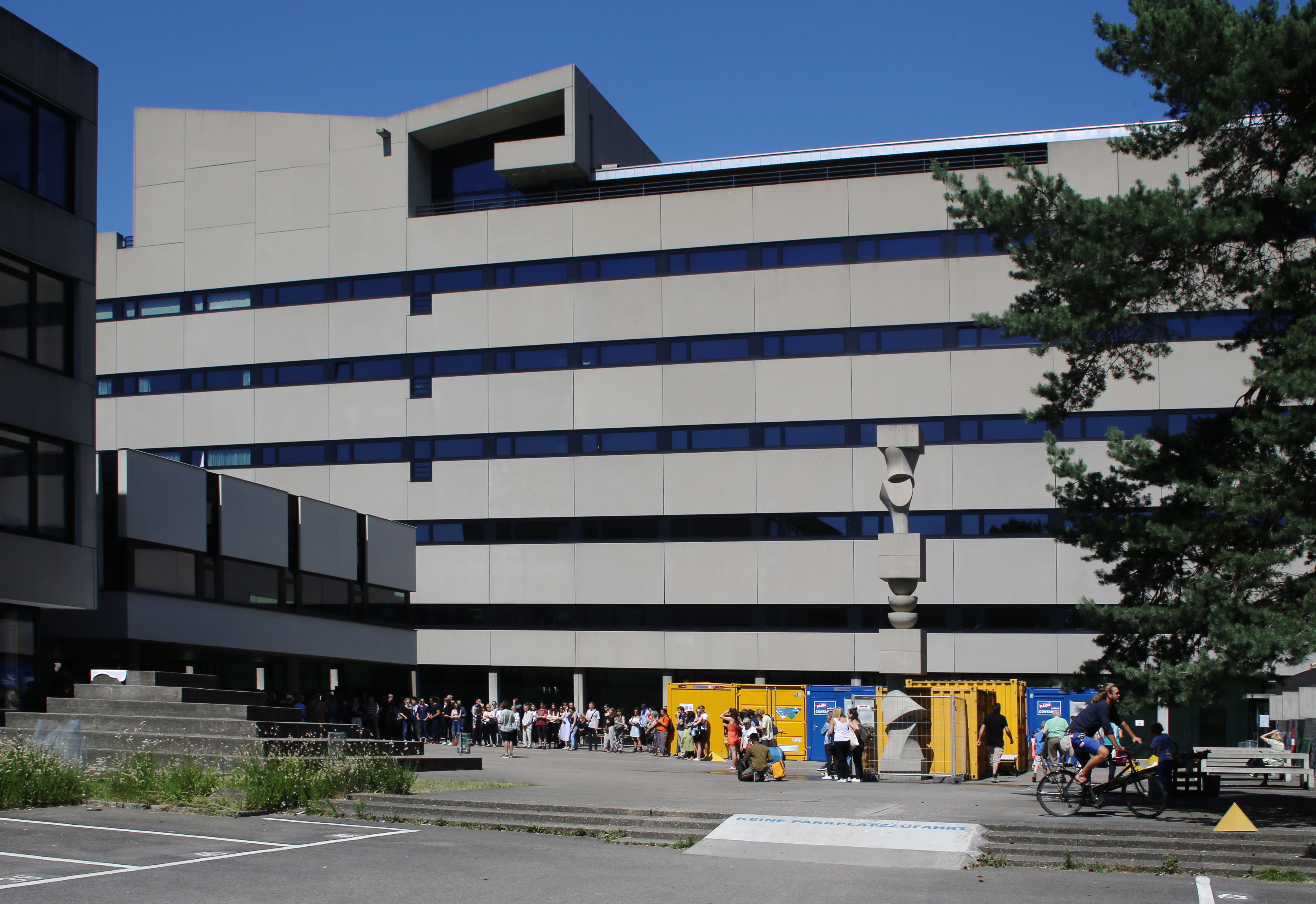
École de Design à Bâle